# Okonina
Okonina je naselje v Občini Ljubno.
Okonina je gručasto naselje v Zgornje Savinjski dolini, ki se razprostira nad levim bregom Savinje, ob cesti Mozirje - Ljubno ob Savinji. Jedro naselja se je razvilo na prodni rečni naplavini, posamezne kmetije pa so raztresene po prisojnem pobočju Ojstrega vrha ( 719 m ). Naselje ima tri dele, in sicer je eden v okolici cerkve ("Zgornja Vas"), drugi je ob reki Savinji blizu Kolenčevega jeza, tretji pa višje ob reki, na Produ. Po Okonini se imenuje oligocenski konglomerat, ki so ga uporabljali predvsem za mlinske kamne.
V Okonini stoji cerkev sv. Jakoba, ki je prvič omenja v 15. stoletju (1455). Večkrat je bila spremenjena. Leta 1934 je pogorela z delom vasi. Z obnovo v 80. letih dvajsetega stoletja je dobila podobo, ki jo ima še danes. Njena posebnost so štirje zvoniki, kar je na slovenskih cerkvah redkost.
V Okonini stoji precej poznana picerija Četara, ki jo ljudje splošno ocenjujejo kot odlično. Tam je tudi vulkanizerstvo, Gostišče Prodnik, včasih pa je bila tudi trgovina.
V Okonini je živel bogat veleposestnik Ignacij Zavolovšek, mejaš grofa Thurna na Koroškem. Tu je živel in deloval tudi slovenski pesnik Valentin Orožen (1808-1875), nekaj časa pa tudi pisatelj Oskar Hudales.
Leta 1939 je bilo ustanovljeno gasilsko društvo, z zgraditvijo gasilskega doma 1947 pa se je v kraju okrepilo tudi kulturno prosvetno delovanje. Prav Prostovoljno gasilsko društvo Okonina je ena gonilnih sil v vasi, ki so jo poleg požarov v času 2. svetovne vojne prizadele tudi poplave, zlasti leta 1990, 2007 in 2012. Tako kot druga naselja Zgornje Savinjske doline pa so jo močno prizadele katastrofalne avgustovske poplave 2023.